# 南坊城家
南坊城家（みなみぼうじょうけ）は道明寺天満宮の宮司を代々務める家。

## 歴史
権大納言坊城俊明の八女で坊城俊政の妹である愛媛（得度して春寿尼）が還俗して南坊城梓と称したことに始まる。公家高倉永祜の次男良興が次期神主として南坊城家を継いで平民となり、以後南坊城家が代々道明寺天満宮の宮司を務めた。良興は大阪の私塾「泊園書院」に学び、伯爵壬生基修の娘麻子を妻として、道明寺天満宮の発展に寄与した。現在は南坊城光興が宮司を務める。